# Walter Hamel (Ingenieur)
Walter Hamel (* 10. Mai 1923 in Coburg; † 31. Juli 2009) war ein deutscher Maschinenbauingenieur.

## Werdegang
Hamel studierte an der Universität München und legte 1951 sein Diplom ab. 1957 promovierte er an der Technischen Hochschule Hannover im Fach Maschinenbau. 
Vom 1. Mai 1971 bis 30. April 1981 war er erster Geschäftsführer der GSB Sonderabfall-Entsorgung Bayern GmbH. Auf ihn geht maßgeblich zurück, dass in Bayern als erstem deutschen Bundesland Verfahren zur sicheren und umweltgerechten Entsorgung von Industrieabfällen umgesetzt wurden.
Die Universität Stuttgart ernannte ihn zum Honorarprofessor für Verfahrenstechnik der Behandlung von Abfallstoffen.

## Schriften
- Ein Beitrag zur Luftfeuchtigkeitsmessung nach dem Zweithermometerverfahren. – Hannover, T. H., F. f. Maschinenw., Diss. v. 4. März 1957